# Dries Mul
Dries Mul (Haarlem, 22 januari 1933 – 21 december 1995) was een Nederlands voetballer die bij voorkeur als aanvaller speelde.

## Loopbaan
Hij begon bij THB in Haarlem en maakte in 1952 de overstap naar stadgenoot EDO. In 1955 verruilde hij HFC EDO voor KFC, er was een transfersom van ƒ20.000 betaald door de Koger club. In 1957 werd hij geruild met Henk Wullems van RCH. Bij EDO deed Mul ook aan honkbal In 1958 werd Mul aangetrokken door Blauw-Wit In het seizoen 1963/64 speelde hij weer op huurbasis voor EDO en in juli 1965 werd Mul voor een seizoen uitgeleend aan PEC. Nadat hij nog een seizoen voetbalde bij FC Zaanstreek sloot hij zijn loopbaan af bij EDO.

## Carrièrestatistieken
| Seizoen         | Club            | Land            | Competitie                   | Competitie | Competitie | Beker | Beker | Internationaal | Internationaal | Overig | Overig | Totaal | Totaal |
| Seizoen         | Club            | Land            | Competitie                   | Wed.       | Dlp.       | Wed.  | Dlp.  | Wed.           | Dlp.           | Wed.   | Dlp.   | Wed.   | Dlp.   |
| --------------- | --------------- | --------------- | ---------------------------- | ---------- | ---------- | ----- | ----- | -------------- | -------------- | ------ | ------ | ------ | ------ |
| 1952/53         | EDO             | Nederland       | Eerste klasse A              | 25         | 4          | –     | 0     | 0              | 0              | 0      | 0      | 25     | 4      |
| 1953/54         | EDO             | Nederland       | Eerste klasse B              | 22         | 1          | –     | 0     | 0              | 0              | 0      | 0      | 22     | 1      |
| 1954/55         | EDO             | Nederland       | Eerste klasse B (Afgebroken) | 9          | 1          | –     | –     | 0              | 0              | 0      | 0      | 9      | 1      |
| 1954/55         | EDO             | Nederland       | Eerste klasse B              | 21         | 9          | –     | –     | 0              | 0              | 0      | 0      | 21     | 9      |
| 1955/56         | KFC             | Nederland       | Eerste klasse C              | –          | 12         | –     | 0     | 0              | 0              | –      | 3      | –      | 15     |
| 1956/57         | KFC             | Nederland       | Eerste divisie A             | –          | 15         | –     | 1     | 0              | 0              | 0      | 0      | –      | 16     |
| 1957/58         | RCH             | Nederland       | Eerste divisie B             | 28         | 19         | –     | 5     | 0              | 0              | 0      | 0      | 28     | 24     |
| 1958/59         | Blauw-Wit       | Nederland       | Eredivisie                   | 19         | 7          | –     | 0     | 0              | 0              | 0      | 0      | 19     | 7      |
| 1959/60         | Blauw-Wit       | Nederland       | Eredivisie                   | 33         | 12         | –     | 0     | 0              | 0              | 0      | 0      | 33     | 12     |
| 1960/61         | Blauw-Wit       | Nederland       | Eerste divisie B             | –          | 19         | –     | 0     | 0              | 0              | 0      | 0      | –      | 19     |
| 1961/62         | Blauw-Wit       | Nederland       | Eredivisie                   | 28         | 7          | –     | 0     | 0              | 0              | 0      | 0      | 28     | 7      |
| 1962/63         | Blauw-Wit       | Nederland       | Eredivisie                   | 25         | 5          | –     | 0     | 0              | 0              | 0      | 0      | 25     | 5      |
| 1963/64         | Blauw-Wit       | Nederland       | Eredivisie                   | 29         | 1          | –     | 0     | 0              | 0              | 0      | 0      | 29     | 1      |
| 1964/65         | Blauw-Wit       | Nederland       | Eerste divisie               | 0          | 0          | 0     | 0     | 0              | 0              | 0      | 0      | 0      | 0      |
| 1964/65         | → EDO           | Nederland       | Tweede divisie A             | –          | 3          | –     | 0     | 0              | 0              | 0      | 0      | –      | 3      |
| 1965/66         | Blauw-Wit       | Nederland       | Eerste divisie               | 0          | 0          | 0     | 0     | 0              | 0              | 0      | 0      | 0      | 0      |
| 1965/66         | → PEC           | Nederland       | Tweede divisie A             | –          | 1          | –     | 0     | 0              | 0              | 0      | 0      | –      | 1      |
| 1966/67         | FC Zaanstreek   | Nederland       | Eerste divisie               | –          | 4          | –     | 0     | 0              | 0              | 0      | 0      | –      | 4      |
| 1967/68         | EDO             | Nederland       | Tweede divisie               | –          | 4          | –     | 0     | 0              | 0              | 0      | 0      | –      | 4      |
| Carrière totaal | Carrière totaal | Carrière totaal | Carrière totaal              | –          | 124        | –     | 6     | 0              | 0              | –      | 3      | –      | 133    |

## Erelijst

### MetKFC
| Nationaal     |    |         |
| Eerste Klasse | 1x | 1955/56 |

### MetBlauw Wit
| Nationaal      |    |         |
| Eerste divisie | 1x | 1960/61 |